# Onorificenze algerine
Elenco delle onorificenze e degli ordini di merito e cavallereschi distribuiti dall'Algeria.

## Ordini cavallereschi
| Nastro | Onorificenza               |
| ------ | -------------------------- |
|        | Ordine nazionale al merito |

## Medaglie militari e di benemerenza
| Nastro | Onorificenza                                                |
| ------ | ----------------------------------------------------------- |
|        | Medaglia ai feriti e mutilati di guerra                     |
|        | Medaglia ai mujahidine dell'armata di liberazione nazionale |
|        | Medaglia ai mujahidine della resistenza                     |
|        | Medaglia ai feriti                                          |
|        | Medaglia al coraggio dell'armata nazionale popolare         |
|        | Medaglia ai feriti senza citazione                          |
|        | Medaglia al merito militare                                 |
|        | Medaglia d'onore militare                                   |
|        | Medaglia delle guerre in Medioriente 1967-1973              |
|        | Medaglia dell'esercito nazionale popolare                   |
|        | Medaglia agli amici della rivoluzione algerina              |
|        | Medaglia d'onore                                            |